# (285) Regina
(285) Regina ist ein Asteroid des äußeren Hauptgürtels, der am 3. August 1889 vom französischen Astronomen Auguste Charlois am Observatoire de Nice entdeckt wurde.
Ein Bezug dieses Namens zu einer Person oder einem Ereignis ist nicht bekannt. Siehe auch den Kommentar bei (295) Theresia.

## Wissenschaftliche Auswertung
Aus Ergebnissen der IRAS Minor Planet Survey (IMPS) wurden 1992 Angaben zu Durchmesser und Albedo für zahlreiche Asteroiden abgeleitet, darunter auch (285) Regina, für die damals Werte von 45,1 km bzw. 0,05 erhalten wurden. Eine Auswertung von Beobachtungen durch das Projekt NEOWISE im nahen Infrarot führte 2011 zu vorläufigen Werten für den Durchmesser und die Albedo im sichtbaren Bereich von 46,7 km bzw. 0,05. Nachdem die Werte nach neuen Messungen mit NEOWISE 2012 auf 48,9 km bzw. 0,04 geändert worden waren, wurden sie 2014 auf 47,2 km bzw. 0,05 korrigiert. Nach der Reaktivierung von NEOWISE im Jahr 2013 und Registrierung neuer Daten wurden die Werte 2015 zunächst mit 52,9 oder 54,9 km bzw. 0,03 angegeben und dann 2016 korrigiert zu 36,5 km bzw. 0,04, diese Angaben beinhalten aber alle hohe Unsicherheiten.
Photometrische Messungen des Asteroiden fanden erstmals statt vom 1. bis 26. Februar 2006 am Calvin-Rehoboth Observatory in New Mexico. Aus der aufgezeichneten Lichtkurve mit geringer Amplitude konnte für die Rotationsperiode nur ein als provisorisch eingeschätzter Wert von 31,64 h abgeleitet werden. Eine koordinierte Beobachtung während 12 Nächten vom 6. September bis 12. November 2009 am Organ Mesa Observatory in New Mexico und an der Sternwarte Belgrad in Serbien konnte mit einer abgeleiteten Rotationsperiode von 9,542 h den längeren Wert ausschließen.